# قنطريون أيبيري
القنطريون الأيبيري واسمه العلمي (باللاتينية: Centaurea iberica) نوع نباتي ينتمي إلى جنس القنطريون من الفصيلة النجمية.
موطنه المشرق العربي وجنوب شرق أوروبا.
النبات عشبي.